# Fußball-Europameisterschaft 2021/Spanien
Dieser Artikel behandelt die spanische Nationalmannschaft bei der paneuropäischen Fußball-Europameisterschaft 2021. Für die spanische Mannschaft war es die elfte Teilnahme.

## Qualifikation
Für die Qualifikation wurden der spanischen Mannschaft Schweden, Norwegen, Rumänien, die Färöer und Malta zugelost.
Die Spanier starteten die Qualifikation unter Luis Enrique, der die Mannschaft nach der WM 2018 übernommen hatte. Nach der WM hatten die langjährigen Nationalspieler Andrés Iniesta, Gerard Piqué und David Silva ihre Nationalmannschaftskarriere beendet und ein Neuaufbau war erforderlich. So kamen gleich im ersten Qualifikationsspiel zwei Neulinge und vier Spieler mit maximal sechs Länderspielen zum Einsatz. Nachdem Luis Enrique die Nationalmannschaft bereits bei den Länderspielen im März 2019 aus privaten Gründen nicht betreuen konnte, gab der Präsident des spanischen Fußballverbandes, Luis Rubiales, am 19. Juni 2019 bekannt, dass Luis Enrique sein Amt zur Verfügung gestellt habe. Zu seinem Nachfolger wurde der bisherige Assistenztrainer Robert Moreno ernannt, mit dem er zuvor bereits beim FC Barcelona B, AS Rom, Celta Vigo und FC Barcelona zusammengearbeitet hatte. Auch unter ihm wurden weitere neue Spieler nominiert. Insgesamt wurden in der Qualifikation 38 Spieler eingesetzt. Kein Spieler kam in allen zehn Spielen zum Einsatz. Kapitän Sergio Ramos war die einzige Konstanz in der Qualifikation, brachte es aber auch nur auf neun Einsätze, da er einmal nach der dritten Gelben Karte pausieren musste. Diese erhielt er in seinem 168. Länderspiel, mit dem er den Landesrekord von Iker Casillas überbot und dann bis zum Ende der Qualifikation auf 170 Spiele steigerte. Die zweitmeisten Einsätze hatten mit sieben Spielen Torhüter Kepa, Rodri, Jesús Navas und Rodrigo. Neben Ramos musste auch Diego Llorente zwangsweise pausieren, dieser aber nach einer Roten Karte. Zu ihren ersten Länderspielen kamen Sergio Canales, Fabián, Jaime Mata, Gerard Moreno, Unai Núñez, Dani Olmo, Pau und Pablo Sarabia in den Qualifikationsspielen.
Beste Torschützen mit je vier Toren waren Álvaro Morata, Sergio Ramos und Rodrigo. Ihr erstes Länderspieltor erzielten in der Qualifikation José Gayà (zum 4:1-Endstand gegen die Färöer), Gerard Moreno (zum 6:0-Zwischenstand beim 7:0 gegen Malta), Mikel Oyarzabal (zum 3:0-Endstand gegen Schweden), Dani Olmo (bei seinem Debüt drei Minuten nach seiner Einwechslung zum 5:0-Zwischenstand beim 7:0 gegen Malta), Fabián (zur 1:0-Führung beim 5:0-Sieg gegen Rumänien), Pablo Sarabia (zum 4:0-Zwischenstand beim 7:0 gegen Malta) und Pau (bei seinem Debüt zwei Minuten nach seiner Einwechslung zum 3:0-Zwischenstand beim 7:0 gegen Malta). Insgesamt trugen 14 Spieler zu den 29 Qualifikationstoren bei. Zudem profitierten die Spanier von zwei Eigentoren.

### Spiele
| Datum      | Spielort | Gegner   | Ergebnis  | Torschützen |
| ---------- | -------- | -------- | --------- | --- |
| 23.03.2019 | Valencia | Norwegen | 2:1 (1:0) | Rodrigo (16.), Joshua King (65./Elfm.), Sergio Ramos (71./Elfm.)                                                                  |
| 26.03.2019 | Attard   | Malta    | 2:0 (1:0) | Álvaro Morata (31., 73.) |
| 07.06.2019 | Tórshavn | Färöer   | 4:1 (3:1) | Sergio Ramos (6.), Jesús Navas (19.), Klæmint Olsen (30.), Teitur Gestsson (34./Eigentor), José Gayà (71.)                        |
| 10.06.2019 | Madrid   | Schweden | 3:0 (0:0) | Sergio Ramos (64./Elfm.), Álvaro Morata (85./Elfm.), Mikel Oyarzabal (87.)                                                        |
| 05.09.2019 | Bukarest | Rumänien | 2:1 (1:0) | Sergio Ramos (29./Elfm.), Paco Alcácer (47.); Florin Andone (59')                                                                 |
| 08.09.2019 | Gijón    | Färöer   | 4:0 (1:0) | Rodrigo (13., 50.), Paco Alcácer (90., 90.+3)                                                                                     |
| 12.10.2019 | Oslo     | Norwegen | 1:1 (0:0) | Saúl (47.); Joshua King (90.+4/Elfm.)                                                                                             |
| 15.10.2019 | Solna    | Schweden | 1:1 (0:0) | Marcus Berg (50.), Rodrigo (90.+2)                                                                                                |
| 15.11.2019 | Cádiz    | Malta    | 7:0 (2:0) | Álvaro Morata (23.), Santi Cazorla (41.), Pau (62.), Pablo Sarabia (63.), Dani Olmo (69.), Gerard Moreno (71.), Jesús Navas (85.) |
| 18.11.2019 | Madrid   | Rumänien | 5:0 (4:0) | Fabián (8.), Gerard Moreno (33., 43.), Adrian Rus (45.+1/Eigentor), Mikel Oyarzabal (90.+2)                                       |

### Abschlusstabelle
| Pl. | Land     | Sp. | S | U | N | Tore    | Diff. | Punkte |
| --- | -------- | --- | - | - | - | ------- | ----- | ------ |
| 1.  | Spanien  | 10  | 8 | 2 | 0 | 031:500 | +26   | 26     |
| 2.  | Schweden | 10  | 6 | 3 | 1 | 023:900 | +14   | 21     |
| 3.  | Norwegen | 10  | 4 | 5 | 1 | 019:110 | +8    | 17     |
| 4.  | Rumänien | 10  | 4 | 2 | 4 | 017:150 | +2    | 14     |
| 5.  | Färöer   | 10  | 1 | 0 | 9 | 004:300 | −26   | 03     |
| 6.  | Malta    | 10  | 1 | 0 | 9 | 003:270 | −24   | 03     |

## Vorbereitung
Die Vorbereitung sollte im März 2020 mit einem Spiel in Madrid gegen Deutschland und drei Tage später in Amsterdam mit einem Spiel gegen die Niederlande beginnen. Für den Juni war zudem ein Spiel in Madrid gegen EM-Titelverteidiger Portugal geplant. Wegen der COVID-19-Pandemie wurden alle Spiele abgesagt. Auf Deutschland trafen die Spanier dann in der im Herbst 2020 ausgetragenen UEFA Nations League 2020/21. Das Hinspiel endete 1:1, wobei den Spaniern der Ausgleich erst in der Nachspielzeit gelang. Das Rückspiel wurde mit 6:0 gewonnen, das erste Spiel gegen Deutschland, bei dem sie mehr als drei Tore schossen und für Deutschland die höchste Pflichtspielniederlage und höchste Niederlage seit 1931. Zwischen diesen Spielen gewannen sie je ein Spiel gegen die Schweiz und die Ukraine, verloren in der Ukraine und erreichten in der Schweiz nur ein 1:1. Der 6:0-Sieg gegen Deutschland bedeutete aber noch den Gruppensieg und die Teilnahme am Final-Four-Turnier im Herbst 2021. Zudem gab es noch zwei Remis in den nachgeholten Freundschaftsspielen gegen die Niederlande und Portugal. In den Spielen kamen José Campaña, Ansu Fati, Eric García, Marcos Llorente, Mikel Merino, Óscar, Sergio Reguilón, Unai Simón, Ferrán Torres und Adama Traoré zu ihren Länderspieldebüts. Sergio Ramos konnte am 14. November 2020 mit seinem 177. Länderspiel Gianluigi Buffon als europäischen Rekordspieler ablösen.
Am 25., 28. und 31. März 2021 standen die ersten Spiele in der Qualifikation für die WM 2022 gegen Griechenland (1:1), Georgien (2:1) und das Kosovo (3:1) an. Gegen Griechenland wurde Pedri erstmals in der Nationalmannschaft eingesetzt und gegen Georgien Pedro Porro.
Am 4. Juni spielten die Spanier in Sevilla gegen EM-Titelverteidiger Portugal torlos. Bei der EM-Generalprobe am 8. Juni in Leganés gegen Litauen, die mit 4:0 gewonnen wurde, kam aber kein Spieler aus dem EM-Kader zum Einsatz. Stattdessen trat aufgrund zuvor aufgetretener positiver COVID-19-Tests die U-21-Mannschaft an.
Zur EM 2021 bezog die spanische Fußballnationalmannschaft Quartier in der Gemeinde Las Rozas de Madrid, wo es in der Ciudad del Fútbol trainierte.

## Kader
Der Kader für die Endrunde, der wegen der anhaltenden COVID-19-Pandemie diesmal aus 26 Spielern bestehen darf, wurde am 24. Mai 2021 bekannt gegeben, wobei nur 24 Spieler nominiert wurden, da doch nur 18 bis 19 zum Einsatz kommen würden.
| Nr. | Position   | Name              | Geburts- datum | NM-Sp. | NM-Tore | Verein                  | Debüt      | Letzter Einsatz | vorherige EM-Spiele, -Tore | Anzahl der Spiele | Tor | Gelbe Karte | Gelb-Rote Karte | Rote Karte |
| --- | ---------- | ----------------- | -------------- | ------ | ------- | ----------------------- | ---------- | --------------- | -------------------------- | ----------------- | --- | ----------- | --------------- | ---------- |
| 01  | Torhüter   | David de Gea      | 07.11.1990     | 045    | 0       | Manchester United       | 07.06.2014 | 13.10.2020      | 4 (2016)                   |                   |     |             |                 |            |
| 13  | Torhüter   | Robert Sánchez    | 18.11.1997     | 000    | 0       | Brighton & Hove Albion  |            |                 |                            |                   |     |             |                 |            |
| 23  | Torhüter   | Unai Simón        | 11.06.1997     | 007    | 0       | Athletic Bilbao         | 11.11.2020 | 04.06.2021      |                            | 6                 |     |             |                 |            |
| 18  | Abwehr     | Jordi Alba        | 21.03.1989     | 072    | 08      | FC BarcelonaP           | 11.10.2011 | 31.03.2021      | 10,1 (2012, 2016)          | 6                 |     | Gelbe Karte |                 |            |
| 02  | Abwehr     | César Azpilicueta | 28.08.1989     | 025    | 0       | FC ChelseaC             | 06.02.2013 | 18.11.2018      | 1 (2016)                   | 4                 | 1   |             |                 |            |
| 12  | Abwehr     | Eric García       | 09.01.2001     | 008    | 0       | Manchester CityM        | 06.09.2020 | 04.06.2021      |                            | 3                 |     |             |                 |            |
| 14  | Abwehr     | José Gayà         | 25.05.1995     | 014    | 02      | FC Valencia             | 11.09.2018 | 04.06.2021      |                            | 1                 |     |             |                 |            |
| 24  | Abwehr     | Aymeric Laporte   | 27.05.1994     | 001    | 0       | Manchester CityM        | 04.06.2021 | 04.06.2021      |                            | 6                 | 1   | Gelbe Karte |                 |            |
| 03  | Abwehr     | Diego Llorente    | 16.08.1993     | 008    | 0       | Leeds United            | 29.05.2016 | 04.06.2021      |                            |                   |     |             |                 |            |
| 04  | Abwehr     | Pau               | 16.01.1997     | 008    | 01      | FC VillarrealE          | 15.11.2019 | 04.06.2021      |                            | 6                 |     | Gelbe Karte |                 |            |
| 05  | Mittelfeld | Sergio Busquets   | 16.07.1988     | 123    | 02      | FC BarcelonaP           | 01.04.2009 | 04.06.2021      | 10 (2012, 2016)            | 4                 |     | 2×          |                 |            |
| 17  | Mittelfeld | Fabián            | 03.04.1996     | 012    | 01      | SSC Neapel              | 07.06.2019 | 04.06.2021      |                            | 3                 |     |             |                 |            |
| 08  | Mittelfeld | Koke              | 08.01.1992     | 050    | 0       | Atlético MadridM        | 14.08.2013 | 04.06.2021      | 1 (2016)                   | 6                 |     |             |                 |            |
| 06  | Mittelfeld | Marcos Llorente   | 30.01.1995     | 005    | 0       | Atlético MadridM        | 11.11.2020 | 04.06.2021      |                            | 4                 |     |             |                 |            |
| 19  | Mittelfeld | Dani Olmo         | 07.05.1998     | 011    | 03      | RB Leipzig              | 15.11.2019 | 31.03.2021      |                            | 5                 |     |             |                 |            |
| 26  | Mittelfeld | Pedri             | 25.11.2002     | 004    | 0       | FC BarcelonaP           | 25.03.2021 | 04.06.2021      |                            | 6                 |     |             |                 |            |
| 16  | Mittelfeld | Rodri             | 22.06.1996     | 020    | 01      | Manchester CityM        | 23.03.2018 | 04.06.2021      |                            | 5                 |     | Gelbe Karte |                 |            |
| 10  | Mittelfeld | Thiago            | 11.04.1991     | 042    | 02      | FC Liverpool            | 10.08.2011 | 04.06.2021      | 2 (2016)                   | 4                 |     |             |                 |            |
| 07  | Angriff    | Álvaro Morata     | 23.10.1992     | 040    | 19      | Juventus TurinP         | 15.11.2014 | 04.06.2021      | 4,3 (2016)                 | 6                 | 3   |             |                 |            |
| 09  | Angriff    | Gerard Moreno     | 07.04.1992     | 011    | 05      | FC VillarrealE          | 15.10.2019 | 04.06.2021      |                            | 5                 |     |             |                 |            |
| 21  | Angriff    | Mikel Oyarzabal   | 21.04.1997     | 013    | 04      | Real Sociedad           | 29.05.2016 | 28.03.2021      |                            | 6                 | 1   |             |                 |            |
| 22  | Angriff    | Pablo Sarabia     | 11.05.1992     | 004    | 01      | Paris Saint-GermainP    | 05.09.2019 | 04.06.2021      |                            | 5                 | 2   |             |                 |            |
| 11  | Angriff    | Ferrán Torres     | 29.02.2000     | 011    | 06      | Manchester CityM        | 03.09.2020 | 04.06.2021      |                            | 6                 | 2   |             |                 |            |
| 20  | Angriff    | Adama Traoré      | 25.01.1996     | 005    | 0       | Wolverhampton Wanderers | 07.10.2020 | 14.11.2020      |                            | 1                 |     |             |                 |            |
|     | Trainer    | Luis Enrique      | 08.05.1970     | 062    | 12      |                         |            |                 | 2 (1996)                   |                   |     |             |                 |            |

1. 1 2  Stand: Vor Turnierbeginn
2. 1 2 3  Als Spieler

Anmerkungen:  C = UEFA-Champions-League-Sieger 2020/21, E = UEFA-Europa-League-Sieger 2020/21, M = Meister 2020/21, P = Pokalsieger 2020/21

## Endrunde
Spanien hatte sich mit dem Estadio de San Mamés in Bilbao um die Ausrichtung von Spielen beworben und den Zuschlag für drei Gruppenspiele und ein Achtelfinale erhalten, so dass mindestens zwei Heimspiele sicher waren. Am 7. Dezember 2017 wurde entschieden, dass die anderen Spiele der Gruppe in Dublin stattfinden sollen; da sich Irland nicht direkt für die Endrunde qualifizieren konnte, wurde entschieden, dass Spanien auch das dritte Gruppenspiel in Bilbao bestreiten kann. Bei der Auslosung am 30. November wurden den Spaniern Schweden und Polen sowie eine Mannschaft zugelost, die sich im Herbst 2020 noch qualifizieren musste. Das war die Slowakei, die sich in den Play-offs gegen beide irischen Mannschaften durchsetzte. Kurz vor Beginn der Endrunde wurden die Spiele von Bilbao nach Sevilla und von Dublin nach Sankt Petersburg verlegt, da Bilbao und Dublin wegen der COVID-19-Pandemie keine Zusage für die Zulassung von Zuschauern machen wollten. Für die spanische Mannschaft war die Verlegung insofern günstig, als sie in Bilbao nicht mit der Unterstützung der baskischen Zuschauer rechnen konnte, für die drei anderen Mannschaften, insbesondere Polen bedeutete es längere Flugreisen, denn während die Distanz zwischen Bilbao und Dublin nur ca. 1.150 km beträgt, sind es zwischen Sevilla und Sankt Petersburg 3.590 km.
Gegen die Schweden spielten die Spanier schon in der Qualifikation. Insgesamt ist die Bilanz mit sieben Siegen, fünf Remis und drei  Niederlagen positiv. Die letzte Niederlage gab es in der Qualifikation zur EM 2008, bei der Spanien dann den Titel gewannen. Gegen die Polen gab es zuvor nur zwei Pflichtspiele im Achtelfinale der Qualifikation für die erste EM 1960, die mit 4:2 und 3:0 gewonnen wurden. Danach gab es nur Freundschaftsspiele, von denen Spanien nur eins im November 1980 in Barcelona verlor. Danach folgten sechs Siege und ein Remis. Gegen die Slowakei gab es zuvor nur sechs Pflichtspiele in EM- und WM-Qualifikationen, von denen vier gewonnen wurden und je eins remis endete bzw. verloren wurde.

### Gruppenspiele
| Pl. | Land     | Sp. | S | U | N | Tore    | Diff. | Punkte |
| --- | -------- | --- | - | - | - | ------- | ----- | ------ |
| 1.  | Schweden | 3   | 2 | 1 | 0 | 004:200 | +2    | 07     |
| 2.  | Spanien  | 3   | 1 | 2 | 0 | 006:100 | +5    | 05     |
| 3.  | Slowakei | 3   | 1 | 0 | 2 | 002:700 | −5    | 03     |
| 4.  | Polen    | 3   | 0 | 1 | 2 | 004:600 | −2    | 01     |

|                                       |   |          |           |
| 14. Juni 2021 um 21:00 Uhr in Sevilla |   |          |           |
| Spanien                               | – | Schweden | 0:0       |
| 19. Juni 2021 um 21:00 Uhr in Sevilla |   |          |           |
| Spanien                               | – | Polen    | 1:1 (1:0) |
| 23. Juni 2021 um 18:00 Uhr in Sevilla |   |          |           |
| Slowakei                              | – | Spanien  | 0:5 (0:2) |

### K.-o.-Runde
Als Gruppenzweiter traf die spanische Mannschaft im Achtelfinale in Kopenhagen auf Vizeweltmeister Kroatien, den Zweiten der Gruppe D. Nach dem 5:3-Sieg nach Verlängerung (reguläre Spielzeit 3:3) führte die Tour durch Europa nach Sankt Petersburg, wo am 2. Juli die Schweiz der Gegner im Viertelfinale war und im Elfmeterschießen bezwungen wurde. Im Halbfinale traf Spanien in London auf Italien, das im Viertelfinale den Mitfavoriten Belgien mit 2:1 bezwang.
|                                                                |   |         |                                 |
| Achtelfinale am 28. Juni 2021 um 18:00 Uhr in Kopenhagen       |   |         |                                 |
| Kroatien                                                       | – | Spanien | 3:5 n. V. (3:3, 1:1)            |
| Viertelfinale am 2. Juli 2021 um 18:00 Uhr in Sankt Petersburg |   |         |                                 |
| Schweiz                                                        | – | Spanien | 1:1 n. V. (1:1, 0:1), 1:3 i. E. |
| Halbfinale am 6. Juli 2021 um 21:00 Uhr in London              |   |         |                                 |
| Italien                                                        | – | Spanien | 1:1 n. V. (1:1, 0:0), 4:2 i. E. |